# Tsuruga
Tsuruga (japanska: 敦賀市?, Tsuruga-shi) är en stad i Fukui prefektur i Japan. Staden fick stadsrättigheter 1937.
I staden finns Tsuruga kärnkraftverk.